# Maccabi Bucarest
El Maccabi Bucarest fue un equipo de fútbol de Rumania que alguna vez jugó en la Liga I, la primera división de fútbol en el país.

## Historia
Fue fundado el 15 de mayo de 1919 en la capital Bucarest por los miembros de la comunidad judía en la ciudad como lo fue el Hakoah Viena en Austria. El club también era el representante de las minorías de la capital, aunque después se convirtieron en un club deportivo luego de que en 1925 surgiera una sección de balonmano femenil, aunque este equipo solo participaba en partidos de exhibición.
Antes de 1940 cuando Rumania adoptaba conductas de antisemitismo, el club fue expulsado de los torneos de fútbol de Rumania, pero el club retornaría a la competición al finalizar la Segunda Guerra Mundial en 1945 luego de fusionarse con otro equipo para crear al Ciocanul Bucarest.
El club llega a jugar en dos temporadas de la Liga I, hasta que en mayo de 1947 se fusiona con el FC Urinea Tricolor Bucarest para crear al FC Dinamo de Bucarest, el cual es administrado por el Ministerio del Interior.

## Palmarés
- Liga II (1): 1934–35